# Letheobia weidholzi
Letheobia weidholzi — вид змій родини сліпунів (Typhlopidae). Мешкає в Центральній Африці. Описаний у 2018 році.

## Поширення і екологія
Letheobia weidholzi відомі за кількома зразками, зібраними в Камеруні та Чаді. Вони живуть в саванах.